# Ливингстон, Джеймс, 1-й граф Каллендар
Джеймс Ливингстон, 1-й граф Каллендар (англ. James Livingston, 1st Earl of Callendar; ок. 1590 — март 1674) — шотландский дворянин и военный, сражавшимся на стороне роялистов в Войнах трёх королевств.

## Ранняя жизнь
Ливингстон был третьим сыном Александра Ливингстона, 1-го графа Линлитгоу (? — 1621), и Элеонор Хей (ок. 1552—1627), старшей дочери Эндрю Хея, 8-го графа Эрролла. Вероятно, он родился в 1590-х годах. Около 1616 года он был произведен в лейтенанты голландской армии под командованием своего брата, сэра Генри Ливингстона.

## Карьера
К 1629 году он был опытным солдатом и подполковником одного из трех полков шотландской бригады. К 1633 году он был полным полковником голландской армии. В тот же период он также служил Якову I и Карлу I, получая пенсию и рыцарское звание за свои заслуги перед короной. Во время королевского визита в Шотландию Джеймс Ливингстон получил титул лорда Ливингстона из Алмонда 19 июня 1633 года от короля Англии Карла I.
Во время первых этапов Епископских войн Джеймс Ливингстон сначала, казалось, поддерживал короля, поддерживая соперника Национального пакта, называемого Королевским заветом, но затем заявил, что он также поддерживает пресвитерианство. Сославшись на необходимость выехать за границу для лечения камней в желчном пузыре (что он впервые перенес в 1637 году), он избежал дальнейшего участия в войне. После консультации со своим хирургом было решено, что ему не нужна операция, но вместо того, чтобы вернуться в Шотландию, он отправился в Голландию и принял командование своим полком.
Во время Второй Епископской войны Джеймс Ливингстон служил генерал-лейтенантом армии ковенантов и играл ведущую роль во время вторжения в Англию, но он выступал против политики графа Аргайла и его фракции и подписал Камберно Бонд вместе с графом Монтрозом и другими . После того, как Камберно Бонд был обнаружен Аргайллом, Комитет по имуществу рассмотрел этот вопрос, но в конце концов он был замят, и Ливингстон сохранил генерал-лейтенантство.
Поддержка Ливингстоном ковенантов привела к тому, что он потерял свое голландское командование по просьбе короля Карла I. Однако во время переговоров между Карлом I и ковенантами монарх надеялся убедить Джеймса Ливингстона проявить сочувствие к его предложениям, предложив Ливингстону должность казначея Шотландии; однако Ливингстон отказался, поставив общественное благо выше частной выгоды.
Джеймс Ливингстон был замешан в спланированном роялистском государственном перевороте, известном в истории как «Инцидент». Утверждалось, что в доме Ливингстона обсуждался заговор с целью ареста графа Аргайла и маркиза Гамильтона и что Ливингстон сыграл бы ведущую роль в арестах. Однако ни короля, ни членов Ковенанта не устраивало слишком тщательное расследование заговора, поскольку они были близки к соглашению; в рамках урегулирования Джеймс Ливингстон получил титул 1-го графа Каллендара 6 октября 1641 года.
Джеймс Ливингстон отклонил предложение о высокой должности в армии, выдвинутой королем Карлом I, и вместо этого возглавил подразделение шотландских войск в Англии в 1644 году и помог графу Левену захватить Ньюкасл-на-Тайне. В 1645 году Джеймс Ливингстон, который часто воображал, что им пренебрегают, ушел из армии, а в 1647 году он был одним из организаторов Ингейджеров за освобождение короля Карла I.
В 1648 году, когда шотландцы вступили в Англию в Престонской кампании, Джеймс Ливингстон служил генерал-лейтенантом при герцоге Гамильтоне, но Гамильтону было так же трудно работать с ним, как и с Левеном ранее, и его советы в основном были причиной поражения в битве при Престоне. После Престона Джеймс Ливингстон бежал в Голландию. В 1650 году ему было разрешено вернуться в Шотландию, но в 1654 году его поместья были конфискованы, и он был заключен в тюрьму. Он снова приобрел известность во время Реставрации Стюартов.

## Личная жизнь
В 1633 году Джеймс Ливингстон был женат на достопочтенной Маргарет Сетон (? — 1659), вдове Александра Сетона, 1-го графа Данфермлина (1555—1622). Маргарет была сестрой Джона Хэя, 1-го графа Твиддейла, и единственной дочерью Джеймса Хэя, 7-го лорда Хэя из Йестера и леди Маргарет Керр (третья дочь Марка Керра, 1-го графа Лотиана).
Когда Ливингстон умер в марте 1674 года, не оставив детей, согласно специальному указу, графский титул его племянник Александр Ливингстон (? — 1685), второй сын Александра Ливингстона, 2-го графа Линлитгоу (? — 1648).